# Fournoi
Fournoi (en griego: Φούρνοι, romanizado: Foúrnoi) o Frissa (en griego: Φρίσσα, romanizado: Fríssa) es una isla rocosa del mar de Tracia.Se sitúa muy cerca de la costa oriental de la isla de Thasos a la altura del asentamiento Palaiochori del municipio de Theologos, al norte del islote de Koinyra y al sur de Gramvousa .